# Rudolf Tröger
Rudolf Tröger (* 23. April 1905 in Leipzig; † 18. Juni 1940 in Frankreich an der Maginot-Linie) war ein deutscher Jurist im Rang eines Regierungsdirektors, SS-Führer, Gestapomitarbeiter und Führer des Einsatzkommandos 16 der Einsatzgruppen der Sicherheitspolizei und des SD.

## Leben
Rudolf Tröger studierte Rechtswissenschaften und promovierte zum Dr. jur. an der Universität Leipzig mit der Dissertation: Organisation der Arbeit und Weltarbeitsrecht, die 1930 erschien.
Tröger wurde 1933 Mitglied der NSDAP (Mitgliedsnummer 2.434.089). Der SS trat Tröger 1933 bei (SS-Nr. 261.192) und wurde danach auch Angehöriger des SD.
Ab 1933 leitete Tröger das Polizeidezernat in Leipzig. Tröger wechselte im August 1937 ins Geheime Staatspolizeiamt nach Berlin und wurde im November 1937 zur Staatspolizeistelle Chemnitz versetzt. Ab Frühjahr 1939 war Tröger als Leiter der Politischen Polizei in Danzig tätig. In der SS wurde Tröger am 20. April 1939 zum Sturmbannführer befördert.
Nach Beginn des Zweiten Weltkrieges leitete er die Gestapo in Danzig und war Führer des Einsatzkommandos 16, das im Rahmen der Intelligenzaktion in Westpreußen die Ermordung der polnischen Intelligenz  durchführte. Ab November 1939 wurde Tröger Inspekteur der Sicherheitspolizei und des SD (IdSuSD) im Bereich Danzig-Westpreußen. In diesem Aufgabengebiet löste er SS-Standartenführer Otto Rasch ab. Zu seinem Team gehörte hier Franz Abromeit, der für die Stadt Danzig zuständig war. Im Juni 1940, nach nur acht Monaten gab er das Aufgabengebiet ab und wechselte in der in den Heeresbereich, wo er an der Westfront zum Einsatz kam. Tröger starb kurz darauf als Leutnant eines Infanterieregiments der Wehrmacht bei Kampfhandlungen während des Westfeldzuges beim Versuch die Maginot-Linie zu überwinden.